# Remiarctus
Remiarctus is een geslacht van kreeftachtigen uit de familie van de Scyllaridae.

## Soort
- Remiarctus bertholdii (Paul'son, 1875)